# Sylvan (zespół muzyczny)
Sylvan – niemiecki zespół muzyczny grający rocka symfonicznego.
Grupa powstała w 1991 roku, w Hamburgu pod nazwą Chamäleon w składzie: klawiszowiec Volker Söhl, gitarzysta Kay Söhl oraz perkusista Matthias Harder, wokalista i basista w jednej osobie: Marko Heisig.
W 1995 roku jego miejsce zajął Marco Glühmann i właśnie wtedy zespół przyjął obecną nazwę Sylvan. Nazwa ta pochodzi od „Sylvanus” - nazwy boga lasów.
w 2008 Kaya Söhl'a zastąpił Jan Petersen, grający ostatnimi czasy z Sylvan jako muzyk gościnny.

## Dyskografia
- 1999 – Deliverance
- 2000 – Encounters[1]
- 2002 – Artifcial Paradise[2]
- 2004 – X-Rayed[3]
- 2006 – Posthumous Silence
- 2007 – Presets[4]
- 2008 – Force of Gravity[5]
- 2012 – Sceneries[6]
- 2015 – Home
- 2021 – One to Zero